# Мавзолей «Джомард-Кассаб»
Мавзолей «Джомард-Кассаб» (азерб. Comərd Qəssab türbəsi — мавзолей «благородный мясник») — мавзолей XVII века в Азербайджане, на территории Старой Гянджи (к северо-востоку от города Гянджа), примерно в 1 км южнее от крепостных стен, к югу от железнодорожного полотна, на правом берегу реки Гянджачай. В плане мавзолей имеет форму восьмиугольника. Построен из обожённого квадратного кирпича на гажевом растворе.

## История
Советский археолог Иван Щеблыкин приводит народную легенду, согласно которой этот мавзолей был воздвигнут в IX веке в честь героя мясника, погибшего при защите родного города во время одного из нападений на Гянджу.
Азербайджанский археолог Исхак Джафарзаде указывал на имевшую большую популярность среди местного населения легенду, согласно которой, этот мавзолей был построен над могилой честного, справедливого и беспредельно правдивого мясника, который жил во время правления четвёртого халифа Али ибн Абу-Талиба (656—661 гг.). Этот человек был очень известным в Гяндже и пользовался со стороны жителей города большим почётом и уважением. Исходя из этого Щеблыкин позднее в своей работе «Памятники зодчества Азербайджана» (Баку, 1949) делал предположительный вывод, что мавзолей, вероятнее всего, был построен в XI—XII вв.
По мнению Щеблыкина, здание мавзолея много раз ремонтировалось и возможно неоднократно перестраивалось.
Азербайджанский искусствовед Абдул Вагаб Саламзаде считал, что даже если принять правильность легенды, то время строительства существующего мавзолея не могло быть связано с давним периодом жизни захороненного в могиле мясника. Тем не менее Саламзаде не исключал возможность существования более древнего мавзолея, после разрушения которого был возведён нынешний.
Основываясь на стилистических особенностях мавзолея, Саламзаде относит сооружение к XVII веку. Основанием для такого предположения Саламзаде называет большие размеры входных проёмов, характерных для мавзолеев XVII—XVIII вв., а также множество сходств данного мавзолея в композиционном отношении с другими мавзолеями XVII века, например, с мавзолеем в территориально близком к Гяндже селении Яныхлы Товузского района, который также датируется XVII веком.
В 2001 году мавзолеи XVII—XIX вв. на территории кладбища Старой Гянджи распоряжением Кабинета министров Азербайджанской Республики № 132 были включены в список охраняемых государством объектов и объявлены «архитектурными памятниками национального значения».
В 2004 году могила Джомарда-Кассаба и мавзолей были отреставрированы Фондом Гейдара Алиева. В ходе реставрации были использованы старинные кирпичи, привезённые из Нахичевани.

## Архитектура
Мавзолеи подобного типа широко распространены на территории Азербайджана. Построен мавзолей из обожжённого кирпича на гажевом растворе.
С наружной и внутренней стороны мавзолей имеет в плане восьмиугольную форму. У каждой грани снаружи имеется прямоугольная декоративная ниша. Внутри мавзолея стена украшены стрельчатыми нишами. Как с внутренней, так и с наружной стороны углы восьмиугольника разработаны выступами. Снаружи эти выступы являются двухступенчатыми. Благодаря угловым выступам мавзолей имеет характерный вид восьмигранного мавзолея с нишами на гранях. 
Мавзолей перекрыт куполом, основанием которого является круг, в который переходит восьмигранник плана основания.  Стены и купол мавзолея сложены из квадратного кирпича обыкновенной кладкой. Снаружи купол обложен положенным плашмя кирпичом поверх основной кладки. Внутри стены и купол покрыты толстым слоем штукатурки. Поверх этого слоя нанесён тонкий слой алебастра. В северной стене мавзолея расположен дверной проём, который перекрыт пониженной аркой.
Мавзолей частично носит характер открытой с четырёх сторон с промежуточными глухими стенами ротонды, поскольку в южной, западной и восточной стенах сооружения имеются расположенные на осях проёмы.